# Trick or Treat (film, 1986)
Trick or Treat est un film américain réalisé par Charles Martin Smith, sorti en 1986.

## Synopsis
Pendant la période d'Halloween, Eddie Weinbauer est un jeune lycéen, du genre looser fan d'un chanteur de Hard Rock. Lorsque ce dernier décède dans des circonstances suspectes, Eddie est effondré. Il va voir son ami Nuke, animateur radio, qui lui remet le dernier disque de son idole en lui précisant qu'il est "spécial".
En l'écoutant à l'envers, Eddie faire revenir de l'enfer son idole et va chercher qu'à l'y faire retourner.

## Fiche technique
- Titre original : Trick or Treat
- Réalisation : Charles Martin Smith
- Scénario : Michael S. Murphey, Joel Soisson, Rhet Topham
- Musique : Christopher Young
- Photographie : Robert Elswit
- Montage : Jane Schwartz Jaffe
- Producteur : Michael S. Murphey, Joel Soisson
- Société de production et de distribution : De Laurentiis Entertainment Group
- Pays :  États-Unis
- Langue : Anglais
- Format : Couleur - Dolby Digital - DTS - 35 mm - 1.85:1
- Genre : Comédie horrifique, film musical
- Durée : 97 minutes
- Public : Déconseillé aux moins de 12 ans

## Distribution
- Marc Price  (VF : Luq Hamet)  : Eddie Weinbauer
- Lisa Orgolini : Leslie Graham
- Glen Morgan  (VF : Alain Flick)  : Roger Mockus
- Doug Savant : Tim Hainey
- Elaine Joyce  (VF : Monique Thierry)  : Angie Weinbauer
- Tony Fields : Sammi Curr
- Gene Simmons  (VF : Daniel Russo)  : Nuke
- Ozzy Osbourne : Le Révérend Aaron Gilstrom
- Charles Martin Smith  (VF : Jacques Ciron)   : Mr. Wimbley